# El Feidh
El Feidh là một đô thị thuộc tỉnh Biskra, Algérie. Dân số thời điểm năm 2002 là 12.482 người.